# والتر كينت
والتر كينت (بالإنجليزية: Walter Kent)‏ هو مؤلف موسيقى تصويرية وكاتب أغاني ومهندس معماري وشاعر أمريكي، ولد في 29 نوفمبر 1911 في نيويورك في الولايات المتحدة، وتوفي في 2 مارس 1994 في وودلاند هيلز، كاليفورنيا في الولايات المتحدة.

## وصلات خارجية
- والتر كينت على موقع IMDb (الإنجليزية)
- والتر كينت على موقع ميوزك برينز (الإنجليزية)
- والتر كينت على موقع قاعدة بيانات برودواي على الإنترنت (الإنجليزية)
- والتر كينت على موقع أول ميوزيك (الإنجليزية)
- والتر كينت على موقع ديسكوغز (الإنجليزية)